# Cestrum morae
Cestrum morae är en potatisväxtart som beskrevs av A.T. Hunziker. Cestrum morae ingår i släktet Cestrum och familjen potatisväxter. Inga underarter finns listade i Catalogue of Life.